# Segundo Encuentro Feminista y Latinoamericano y del Caribe
El Segundo Encuentro Feminista y Latinoamericano y del Caribe se llevó a cabo en julio de 1983 en Lima, Perú. Este encuentro fue una continuación del primer encuentro feminista que tuvo lugar en Bogotá, Colombia en 1981.
El objetivo principal de este encuentro fue reunir a mujeres de toda Latinoamérica y el Caribe para discutir temas como la igualdad de género, la violencia doméstica, la discriminación sexual y la participación política de las mujeres. También se discutieron temas como la sexualidad, la educación y el trabajo.
Este encuentro fue importante porque permitió que las mujeres de toda la región se reunieran y compartieran sus experiencias y preocupaciones. También ayudó a establecer una red de organizaciones feministas en toda Latinoamérica y el Caribe. También, a partir de este encuentro, se fundó el Grupo de Autoconciencia de Lesbianas Feministas (GALF).
Algunas de las organizaciones que participaron en este encuentro fueron el Movimiento Manuela Ramos de Perú, el Grupo Feminista de Nicaragua, el Centro de Estudios Mujer y Sociedad de Chile y el Grupo Feminista por el Derecho a Decidir de México. Esto contribuyó al establecimiento de una red  de organizaciones feministas en toda la región y contribuyó a la lucha por los derechos de las mujeres.